# 須磨学園不当配置転換事件
須磨学園不当配置転換事件（すまがくえんふとうはいちてんかんじけん）は、日本の高等学校で起きた不当配置転換事件。

## 概要
学校法人須磨学園の理事長らが視覚障害者である教諭の授業に不満を持ち、この教諭を教諭から外し教材の研究のみに従事させた。その後に退職勧奨をして自宅待機命令も行われた。この命令は業務上の必要性が認められない上に、教諭を自主退職に追い込むという不当な動機・目的であった。社会通念上著しく合理性を欠いており、業務命令権を濫用しているとして、この業務命令の効力は否定されたという事件。
原告となる人物は、1979年に学校法人須磨学園に採用される。この原告となる人物は高校時代は緑内障で失明した先生から授業を受けており、その授業は整然と行われ充実していた。生徒たちはその先生の生き方に大きな感動と尊敬を抱いていた。
1979年12月に当時の校長に、生徒や同僚から気持ち悪いと言われている、視覚障害は普通校には不適格だ、試用期間中だからこの発言には人権侵害は無いと解雇を示唆された。さらに同僚に気持ち悪いと言われても裁判を起こしてはならないと戒告された。そして校長と理事長に詰め寄られて教諭職から事務職に職種変更に同意する旨の書類に押印させられた。学校法人須磨学園を解雇にはならなかったが、2年目は図書室の清掃、3年目と4年目は校外の除草と下水処理が職務内容になる。炎天下では非常に見えにくいため、外傷が絶えない日々であった。同僚には、あなたは差別意識が強いから盲学校を卒業しなかったや、あなたがいるから人権教育ができないや、視覚障害がこの学校にいることは非常識などの誹謗中傷が行われた。それから着任時の校長が退任して新しい校長が就任して、その校長や多くの人々の支援で1983年4月より教諭職に復帰することができた。同僚の一部は復帰に反対しており、あなたのような目をしていれば恥ずかしくて1日も勤められないはずだという冗談を言われた。着任当時はガリ版で試験問題を作成していたのが、ワープロやパソコンなどの文明の利器で大いに助けられる。弱視であることから教科書を暗記して授業をしていた。
2011年3月にこの教諭は学校から入試の問題に関する教材の研究のみをせよと図書室での勤務を命令された。その後に辞めた方が良いや、居残るならば退職金を減らすと退職を迫られた。2012年12月からは約7か月間の自宅待機をさせられた。これらのような命令に対して、教諭は不当であると裁判を起こす。2016年5月26日にこの裁判の判決が神戸地方裁判所で行われ、これらは自主退職に追い込む不当な退職勧奨だったということが認められた。原告側の弁護士は、同年4月に改正された障害者雇用促進法に触れ、視覚障害者であっても1人の労働者として人格を尊重されなければならないとした判断であると判決を評価した。だが原告が従事してきた日本史の教師としての地位確認請求は否定された。理由は日本史の授業担当という職務限定があったとはいえないため。このことから原告の職場復帰は実現しなかった。